# 二丙酸睾酮
二丙酸睾酮（英語： 或 testosterone 3β,17β-dipropanoate）或称为4-雄烯二醇-3β,17β-二丙酸酯（4-Androstenediol 3β,17β-dipropionate 或 androst-4-ene-3β,17β-diol 3β,17β-dipropanoate），分子式C25H38O4，是4-雄烯二醇的3β,17β两个位置羟基的丙酸酯，从未上市销售。